# Szew łukowaty
Szew łukowaty – szew występujący na głowie muchówek łękorysych (Cyclorrhapha).
Szew łukowaty znajduje się na przodzie głowy i powstaje z przekształconego szwu poprzecznego. Ma kształt podkowiasty i przebiega ponad czułkami, odgraniczając od siebie czoło, ciemię i skronie.
Budowa tego szwu związana jest ze sposobem wychodzenia imagines z bobówek. Szew ten odgranicza przednią część głowy, połączoną z resztą za pomocą rozciągliwej błony. Układ krwionośny muchówki pompuje hemolimfę do głowy, przez co jej przednia część odchyla się klapowato, a błonka na łączeniu tworzy pęcherz, który naciskając na ścianki bobówki wyważa jej wieczko. Pęcherz ten następnie wsuwany jest z powrotem do wewnątrz głowy.
U wielu gatunków muchówek łękorysych występuje między szwem łukowatym a nasadami czułków płytka półksiężycowata.